# 暗く黒く
「暗く黒く」（くらくくろく）は、日本の音楽ユニットずっと真夜中でいいのに。の楽曲。2020年11月3日にEMI Recordsより、各種音楽配信サービスにてリリースされた。

## 概要
- 松竹配給映画『さんかく窓の外側は夜』の主題歌に起用されたユニット初のタイアップ楽曲である[7][8][9]。
- 2021年1月17日放送のテレビ朝日系『関ジャム 完全燃SHOW』の企画「売れっ子プロデューサーが選ぶ2020・年間ベスト10」にて、川谷絵音の2位に本曲がランクイン[10]。本曲に関して川谷は、「バラードかと思いきや意外な曲の展開に驚き、良い意味での裏切りにセンスを感じた」とコメントし、ずっと真夜中でいいのに。のことを「これからの音楽シーンを引っ張っていくシンガーソングライターである」と太鼓判を押した[10]。
- 本楽曲のミュージックビデオは、「MTV Video Music Awards Japan 2021 最優秀オルタナティブビデオ賞」を受賞した[11]。

## 収録内容
| #         | タイトル     | 作詞・作曲 | 編曲      | 時間 |
| --------- | ------------ | ---------- | --------- | ---- |
| 1.        | 「暗く黒く」 | ACAね      |           | 4:10 |
| 合計時間: | 合計時間:    | 合計時間:  | 合計時間: | 4:10 |

## 収録アルバム
- 『ぐされ』(#7)

## タイアップ
暗く黒く
映画『さんかく窓の外側は夜』主題歌